# الفد تي في
الفد تي في هي سلسلة كوميدية من عمل الكوميدي المغربي المعروف حسن الفد، يقوم فيها بنشرات أخبار كوميدية وبرامج مسابقات أسئلة فضلا عن تقليده لبعض البرامج التلفزية بقالب كوميدي. كانت سلسلة الفد تي في تبث في رمضان 1431 و1432 و1433 و1434 هجرية الموافق لصيف 2010 و2011 و2012 و2013 على قناة دوزيم كل يوم قبل موعد الإفطار.
لقيت السلسلة نجاحا كبيرا سواء في التلفاز أو على اليوتوب وقد شارك فيها مجموعة من الكوميديين منهم:
- بديعة الصنهاجي
- حميد مرشد
- فؤاد سعد الله.